# Prochaetoderma californicum
Prochaetoderma californicum är en blötdjursart som beskrevs av Mathilde Schwabl 1963. Prochaetoderma californicum ingår i släktet Prochaetoderma och familjen Prochaetodermatidae. Inga underarter finns listade i Catalogue of Life.